# Ulan-Majorat (Lublin)
Pour les articles homonymes, voir Ulan-Majorat.
Ulan-Majorat (prononciation [ˈulan maˈjɔrat]) est un village de la gmina d'Ulan-Majorat du powiat de Radzyń Podlaski dans la voïvodie de Lublin, situé dans l'est de la Pologne.
Le village est le siège administratif (chef-lieu) de la gmina rurale (commune) appelée gmina d'Ulan-Majorat.
Il se situe à environ 10 kilomètres (km) à l'ouest de Radzyń Podlaski (siège du powiat) et 62 kilomètres au nord de Lublin (capitale de la voïvodie).
Le village comptait approximativement une population de 491 habitants en 2009.

## Histoire
De 1975 à 1998, le village est attaché administrativement à la voïvodie de Biała Podlaska.

Depuis 1999, il fait partie de la nouvelle voïvodie de Lublin.